# Thérèse Bentzon

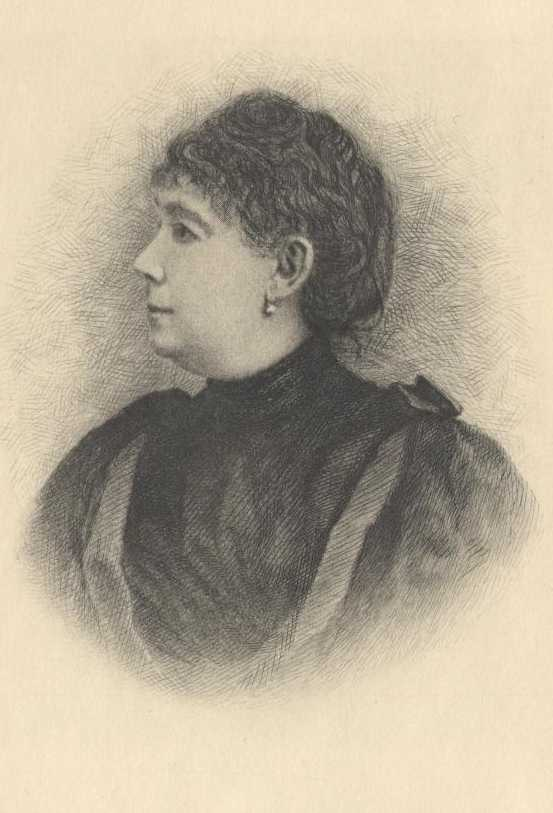
Thérèse Bentzon.

Thérèse Bentzon, pseudonym för Marie Thérèse de Solms, gift Blanc, född den 21 september 1840 i Seine-Port i Seine-et-Marne, död den 7 februari 1907 i Meudon i Hauts-de-Seine, var en fransk författarinna.
I Revue des Deux Mondes publicerade Thérèse Bentzon åskilliga romaner, av vilka flera behandlade kvinnofrågan, såsom Un divorce (1871) och Une vie manquée (1874). Hon utgav även flera litteraturhistoriska essayer.